# Kōki Niwa
Kōki Niwa (丹羽 孝希?, Niwa Kōki; 10 ottobre 1994) è un tennistavolista giapponese.

## Palmarès
- Olimpiadi

Rio de Janeiro 2016: argento a squadre.
- Mondiali

Dortmund 2012: bronzo a squadre.
Tokyo 2014: bronzo a squadre.
Suzhou 2015: bronzo nel doppio.
Kuala Lumpur 2016: argento a squadre.
- Giochi asiatici

Canton 2010: bronzo nel doppio e a squadre.
Incheon 2014: bronzo nel doppio e a squadre.
- Campionati asiatici

Lucknow 2009: argento a squadre e bronzo nel doppio.
Macao 2012: argento a squadre.
Busan 2013: argento nel doppio misto e a squadre e bronzo nel doppio.
- Olimpiadi giovanili

Singapore 2010: oro nel singolare e nel misto a squadre.
- Giochi asiatici giovanili

Singapore 2009: bronzo nel singolare.